# 도데케인
도데케인(dodecane) 또는 도데칸은 분자식 C12H26, 축약구조식(Condensed structural fomula) CH3(CH2)10CH3을 갖는 알케인으로, 355가지의 이성질체를 가지고 있다.

## 같이 보기
- 등유